# Guru miłości
Guru miłości (ang. The Love Guru) – amerykańsko-niemiecko-kanadyjska komedia z 2008 roku w reżyserii Marco Schnabela. Podczas 29. rozdania Złotych Malin za rok 2008 (21 lutego 2009 r.) film zdobył 3 Złote Maliny (spośród 7 nominacji) – w kategoriach: najgorszy film, najgorszy aktor (Mike Myers) oraz najgorszy scenariusz.

## Obsada
- Jessica Alba jako Jane Bullard
- Justin Timberlake jako Jacques Grande
- Mike Myers jako Pitka
- Ben Kingsley jako Guru Tugginmypudha
- Meagan Good jako Prudence
- Verne Troyer jako Coach Cherkov
- Romany Malco jako Darren Roanoke
- Omid Djalili jako Guru Satchabigknoba
- Telma Hopkins jako Lillian
- Trevor Heins jako młoda Pitka
- John Oliver jako Dick Pants
- Sachin Bhatt jako tancerz
- Manu Narayan jako Rajneesh

## Nagrody i wyróżnienia
- Złota Malina 2008:
  - Najgorszy film 2008 roku
  - Najgorszy aktor (Mike Myers)
  - Najgorszy scenariusz (Mike Myers i Graham Gordy)
- Zestawienie nagród i nominacji – lista nagród w bazie IMDb (ang.) w serwisie IMDb